# Thaumalea carinthica
Thaumalea carinthica är en tvåvingeart som beskrevs av Wagner 1995. Thaumalea carinthica ingår i släktet Thaumalea och familjen mätarmyggor.
Artens utbredningsområde är Österrike. Inga underarter finns listade i Catalogue of Life.